# Umberto Pasella
Umberto Pasella (Orbetello, 20 luglio 1870 – 1957) è stato un sindacalista e politico italiano.
Fu segretario dal 1919 al 1921 dei Fasci italiani di combattimento.

## Biografia
Sindacalista rivoluzionario, fu segretario della Camera del lavoro di Ferrara nel 1906, di Parma nel 1908, dove collaborò con Cesare Rossi e Michele Bianchi, e poi di Piombino. Aderì all'Unione Sindacale Italiana e fu interventista alla vigilia della prima guerra mondiale.
Nel 1919 a Milano fu uno dei fondatori dei primi Fasci e fu uno dei sansepolcristi facenti parte della Massoneria. In agosto divenne segretario generale dei Fasci di combattimento, rimanendolo fino al novembre 1921, quando si sciolsero nel PNF.
Dopo alcuni anni in ombra dopo la marcia su Roma, negli anni '30 e '40 fu attivo nei sindacati fascisti. Aderì alla RSI e il 27 aprile 1945 partecipò a Como con Pino Romualdi alle trattative di resa con il CLN .